# Musca depressa
Musca depressa är en tvåvingeart som först beskrevs av Johann Wilhelm Meigen 1826.  Musca depressa ingår i släktet Musca och familjen spyflugor.
Artens utbredningsområde är Österrike. Inga underarter finns listade i Catalogue of Life.